# 库利汉达
库利汉达（Kulihanda），是印度西孟加拉邦Hugli县的一个城镇。总人口13051（2001年）。

## 人口
该地2001年总人口13051人，其中男性6700人，女性6351人；0—6岁人口1514人，其中男769人，女745人；识字率68.87%，其中男性为75.33%，女性为62.05%。